# Three Sides of One
Three Sides of One è il tredicesimo album in studio del gruppo musicale statunitense King's X, pubblicato nel 2022.

## Tracce
1. Let It Rain – 4:28
2. Flood Pt. 1 – 3:03
3. Nothing But the Truth – 6:03
4. Give It Up – 2:59
5. All God's Children – 5:32
6. Take the Time – 3:45
7. Festival – 3:30
8. Swipe Up – 3:46
9. Holidays – 3:22
10. Watcher – 3:43
11. She Called Me Home – 3:57
12. Every Everywhere – 2:40

## Formazione
- Doug Pinnick – basso, voce
- Ty Tabor – chitarra, voce
- Jerry Gaskill – batteria, voce